# Daniel Norgren
Lennarth Daniel Norgren, född 18 juli 1983 i Borås, är en svensk singer-songwriter.

## Verksamhet
Daniel Norgren började som ett enmansband där han ackompanjerade sig själv med elgitarr, baskagge, virveltrumma, bjällror, munspel, blåshorn och sång. Numera är Daniel Norgren främst en duo på scen med Norgren själv på gitarr och trummor samt följeslagaren Anders Grahn på ståbas. Daniel Norgren gästas ibland även av Pelle Nyhage, Daniel Skoglund och Andreas Filipsson. Petra Norgren, Daniel Norgrens fru, spelar med på albumet Buck. Genremässigt utgår han från en tidig amerikansk blues med rötter i gospel, spiritual och countryblues. Hans utspel beskrivs som närmast "extatiskt" och gitarrspelet som "djupt originellt".
Debutalbumet Kerosene Dreams spelades in med flera hemmagjorda instrument. Uppföljaren Outskirt kom 2008 och fångade den svenska bluespubliken, men resulterade också i spelningar i övriga Europa. Det nederländska skivbolaget Cool Buzz återutgav albumet Outskirt särskilt för Beneluxländerna 2009. I augusti 2010 spelade Norgren på Way Out West och 2011 på Roskildefestivalen.
Vid Manifestgalan 2011 var han nominerad i kategorin singer/songwriter.
År 2013 kom albumet Buck vilket blev startskottet på en lång turné. Namnet Buck kommer från Norgrens bil, en Volvo 940, som hade en central roll i arbetet med albumet. Om nätterna fyllde Norgren handskfacket med blandband och gav sig ut på planlösa utflykter på skogsvägarna. På resorna brukade han fotografera mycket men också spela in miljöljud med en portabel inspelningsstudio. På Buck har dessa miljöljud sedan använts för att bygga ett atmosfäriskt ljudlandskap. Under november 2013 spelade Norgren i Sverige och Norge under sin "Straight From Heart Tour" och då som ett 5-mannaband tillsammans med Anders Grahn (bas), Daniel Skoglund (gitarr), Andreas Filipsson (keyboard, piano, gitarr) och Peter Roswall (trummor).
Norgren har sjungit in och skrivit låten "The Day That's Just Begun", som har blivit mycket spelad i samband med reklam för Trygg-Hansa. Låten förekommer på albumet Wooh Dang. 
Daniel Norgren fick 2020 Sten A. Olssons kulturstipendium.
Han är bosatt i Rude, Tvärred.

## Diskografi

### Album
- 2007 – Kerosene Dreams (Superpuma Records)
- 2008 – Outskirt (Superpuma Records)[7]
- 2010 – Horrifying Deatheating Bloodspider (Superpuma Records)[8]
- 2013 – Buck (Superpuma Records)
- 2015 – Alabursy (Superpuma Records)
- 2015 – The Green Stone (Superpuma Records)
- 2017 – Skogens Frukter (Superpuma Records, limiterad utgåva i USA)
- 2019 – Wooh Dang (Superpuma Records)
- 2021 – Live (Superpuma Records)

### EP
- 2011 – Black Vultures (EP med sex låtar, Superpuma Records)[9]

### Soundtrack
- 2016 – Saknad  – till TV-serien Saknad (Superpuma Records)
- 2022 – Alabursy (från 2015) – till filmen De åtta bergen (Le otto montagne)